# São Bento do Sul
São Bento do Sul es un municipio brasileño del estado de Santa Catarina. Tiene una población estimada al 2022 de 83 277 habitantes. Ubicado en la frontera con Paraná, pertenece a la Región metropolitana del Norte-Nordeste Catarinense.

## Historia
Los primeros europeos que atravesaron la localidad fue el conquistador Álvar Núñez Cabeza de Vaca y sus 250 hombres en 1541, durante su expedición desde la Isla Santa Catarina a Asunción. El lugar era habitado por los Xokleng. 
La colonización del territorio comenzó a finales del Siglo XIX, cuando este era parte del Estado de Paraná, estando ligada a la Colônia Dona Francisca de la empresa colonizadora alemana. La mayoría de los colonos del municipio, era de origen Bohemio, de Pomerania y polacos.
El distrito de São Bento do Sul fue creado el 6 de abril de 1876, y como municipio el 21 de mayo de 1883.